# Длиннорылый скат
Длиннорылый скат (лат. Dipturus oxyrinchus) — вид хрящевых рыб семейства ромбовых скатов отряда скатообразных. Обитают в  центрально-восточной и северо-восточной частях Атлантического океана между 65° с. ш. и 15° с. ш. и между 19° з. д. и между и 36° в. д. Встречаются на глубине до 900 м. Их крупные, уплощённые грудные плавники образуют диск в виде ромба со удлинённым и заострённым рылом. Максимальная зарегистрированная длина 150 см. Откладывают яйца. Не являются объектом целевого промысла, попадаются в качестве прилова.

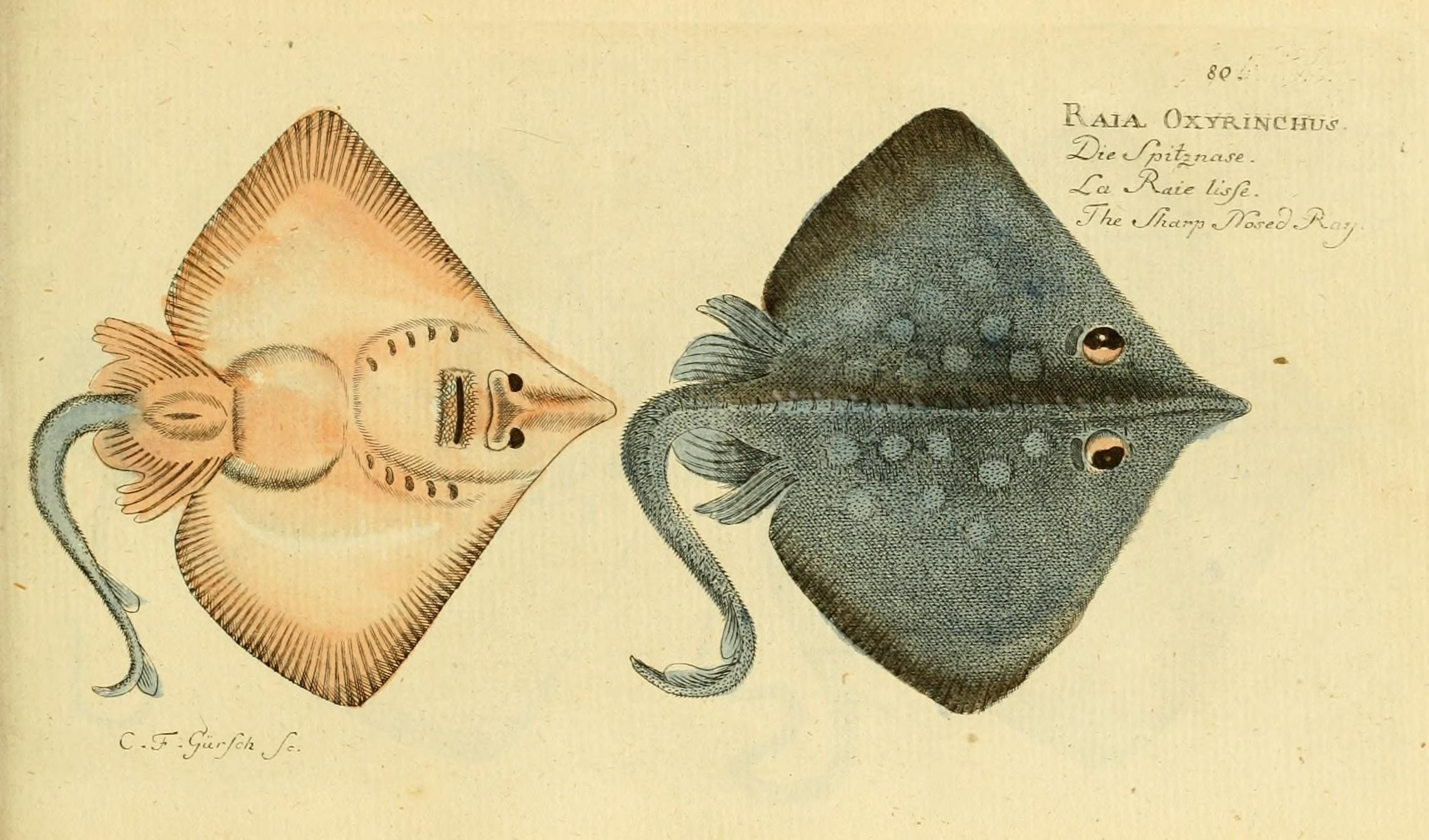
Старинное изображение (1796)

## Таксономия
Впервые вид был научно описан в 1758 году как Raja oxyrinchus. Видовой эпитет происходит от слов др.-греч. οξύς — «острый» и греч. ῥινός — «нос». Вероятно, вид относится к комплексу видов, для прояснения статуса необходимы дальнейшие таксономические исследования. Синтипы Raja salviani: неполовозрелый самец длиной 97,5 см и самец длиной 108 см, пойманные в Средиземном море (43°42′ с. ш. 7°16′ в. д.). 

## Ареал
Эти батидемерсальные скаты обитают в северо-восточной Атлантике и в Средиземном море у берегов Албании, Алжира, Боснии и Герцеговины, Кипра, Дании, Египта, Фарерских островов, Франции, Греции, Ирландии, Израиля, Италии, Ливана, Ливии, Мальты, Черногории, Марокко, Норвегии, Португалии, Испании, Туниса, Турции и Великобритании. Встречаются вдоль внешнего края континентального шельфа и на материковом склоне на глубине от 90 до 900 м, в основном около 200 м, при температуре от 6 до 15,6 ºC. Предпочитают песчаное дно. Существуют две генетически обособленные популяции — североатлантическая и средиземноморская. 

## Описание
Широкие и плоские грудные плавники этих скатов образуют ромбический диск с округлым рылом и закруглёнными краями. На вентральной стороне диска расположены 5 жаберных щелей, ноздри и рот. На длинном хвосте имеются латеральные складки. У этих скатов 2 редуцированных спинных плавника и редуцированный хвостовой плавник. Передний край диска вогнут. У молодых скатов поверхность диска почти гладкая, а с возрастом покрывается колючками. На обоих грудных плавниках имеются голые области. Шипы на диске отсутствуют, вдоль хвоста от клоаки пролегает срединный ряд из 4—11 шипов. У молодых скатов между спинными плавниками иногда имеется единичный шип. Дорсальная поверхность диска светло-коричневого цвета с многочисленными светлыми пятнышками. Взрослые особи окрашены в более тёмный оттенок. Слизистые поры, расположенные по обеим сторонам диска, отмечены чёрными точками.   
Максимальная зарегистрированная длина 150 см, средняя длина самцов и самок не превышает 110—120 и 120—130 см. 

## Биология
Подобно прочим ромбовым эти скаты откладывают яйца, заключённые в жёсткую роговую капсулу с выступами на концах длиной 14,0—23,5 см и шириной 11,0—12,0 см. Эмбрионы питаются исключительно желтком. Недавно вылупившиеся скаты имеют тенденцию следовать за крупными объектами, похожими на их мать. Длина при появлении на свет около 17 см. Самцы и самки становятся половозрелыми при достижении длины 83,2 см и 104,4 см в возрасте 6—8 лет. Продолжительность поколения оценивается в 10 лет. Рацион состоит из донных животных. На этих скатах паразитируют моногенеи Calicotyle kroyeri,  Merizocotyle minor и Rajonchocotyle prenanti, цестоды Acanthobothrium benedeni, Acanthobothrium coronatum, Acanthobothrium dujardinii и т .д. и веслоногие рачки Acanthochondrites annulatus, Charopinus dalmanni и Nemesis robusta.

## Взаимодействие с человеком
Эти скаты не являются объектом целевого промысла, однако попадаются в качестве прилова. Мясо употребляют в пищу. Медленный рост и невысокая плодовитость делает этот вид чувствительным к перелову. В ареале введено квотирование промысла скатов. Международный союз охраны природы присвоил виду охранный статус «Близкий к уязвимому положению».